# Régime d'assistance publique du Canada
Le régime d'assurance publique du Canada (RAPC) (en anglais : Canada Assistance Plan (CAP)) était un programme de transferts aux provinces créé en 1966 par le gouvernement de Lester B. Pearson. Le RAPC consistait en un accord de partage de coûts entre le gouvernement fédéral et les gouvernements provinciaux, les territoires et les municipalités par lequel le gouvernement fédéral finançait partiellement certains programmes sociaux éligibles.
Le budget fédéral canadien de 1995 a remplacé le RAPC et le programme de Financement des programmes établis par le Transfert canadien en matière de santé et de programme sociaux (en) à partir de l'année fiscale 1996-97. Des paiements de RAPC liés à des dépenses faites avant le 31 mars 1996 pouvaient être faits jusqu'au 31 mars 2000. Le RAPC a donc existé officiellement jusqu'au 31 mars 2000, date à laquelle le programme est définitivement clôt.

## Structure
Au début des années 1990, le RAPC consistait en 3 parties (dont seulement 2 sont entrées en vigueur):
- La Partie 1 (Assistance générale et Services sociaux) prévoyait le financement par le gouvernement fédéral de 50 % des dépenses éligibles de programmes sociaux (notamment l'aide sociale, les centres de soins spéciaux, certaines dépenses de santé non couvertes par la Loi canadienne sur la santé ou d'autres arrangements fiscaux et les dépenses de protection de l'enfance).
- La Partie 2 (Bien-être social des Indiens) n'est jamais entrée en vigueur puisque aucune entente n'a été signée entre le gouvernement fédéral et les provinces.
- La Partie 3 (Projets d'adaptation au travail) prévoyait le financement à 50 % par le gouvernement fédéral des dépenses éligibles liés à l'amélioration de l'employabilité des personnes sans emploi.

## Débats
Dès sa création, le RAPC est surveillé étroitement par le gouvernement fédéral. En effet, l'entente portant sur un partage de coûts et étant potentiellement illimitée, le gouvernement fédéral était inquiet de devoir financer une escalade de coûts qu'il ne pouvait pas directement contrôler.
Le vérificateur général du Québec indique en 1997 que le gouvernement du Québec a perdu 126,3 millions de dollars au titre du RAPC sur une période de 20 ans du fait de l'absence de preuves (ou de retard dans la production des preuves) de dépenses qui auraient été éligibles au partage des coûts avec le gouvernement fédéral. Du fait de la complexité du régime, à la fin 1997, la dernière année définitivement réglée au titre du RAPC avec le gouvernement fédéral était l'année 1987-1988, puisque des dossiers litigieux empêchaient toujours le bouclage des années subséquentes.

### Plafonnements par le gouvernement fédéral
Le budget 1990 a limité la croissance du RAPC à 5 % pour les provinces ne recevant pas la péréquation (soit l'Ontario, l'Alberta et la Colombie-Britannique à ce moment-là) pour les années fiscales 1990-91 et 1991-92. La Loi sur les compression des dépenses publiques qui prévoit cette mesure est sanctionnée le 1er février 1991. Le budget de 1991 (en) a prolongé la mesure jusqu'en 1994-95,.
Dans son premier budget présenté en février 1994, Paul Martin annonce que le RAPC est gelé à son niveau de 1994-95 pour l'année 1995-96 et ce pour toutes les provinces, incluant celles recevant des paiements de péréquation.